# Friedrich Golling
Friedrich Golling (ur. 11 listopada 1883, zm. 11 października 1974) – austriacki szermierz, srebrny medalista olimpijski.
Na igrzyskach olimpijskich w Sztokholmie w 1912 roku reprezentacja Cesarstwa Austrii w składzie: Richard Verderber, Reinhold Trampler, Otto Herschmann, Friedrich Golling, Andreas Suttner, Rudolf Cvetko i Albert Bogen zdobyła srebro w szabli drużynowej. W turnieju indywidualnym odpadł w pierwszej rundzie. Startował też we florecie indywidualnym, w którym dotarł do ćwierćfinałów.
Nie zdobył medalu mistrzostw świata.